# Svartsjön (Sexdrega socken, Västergötland)
Svartsjön är en sjö i Svenljunga kommun i Västergötland och ingår i Viskans huvudavrinningsområde.